# Vladímir Kráinev
Vladímir Kráinev (en ruso: Влади́мир Все́володович Кра́йнев; 1 de abril de 1944 – 29 de abril de 2011) fue un pianista y profesor de piano ruso, condecorado con la distinción de Artista del pueblo de la URSS.

## Biografía
Kráinev nació en Krasnoyarsk, el hijo del músico Vsévolod Kráinev y la pediatra Rachil Gerschoig.
Estudió en la Escuela Central del Conservatorio de Moscú en la clase de Anaida Sumbatyán, y también siguió en el Conservatorio las clases de Heinrich Neuhaus, y su hijo, Stanislav Neuhaus.
Después de ganar el segundo premio en el Concurso Internacional de Piano de Leeds y el primer premio en el Concurso Internacional de Música Vianna da Motta (ex aequo con Nelson Freire), y especialmente después de su victoria en el noveno Concurso Internacional Chaikovski en Moscú (primer premio ex aequo con John Lill), comenzó su carrera como pianista.
Actuó con algunas de las principales orquestas y directores del mundo, y colaboró con artistas de renombre de todo el mundo. Alfred Schnittke le dedicó uno de sus conciertos para piano. Los festivales internacionales de música conocidos como "La invitación de Vladímir Kráinev" se celebraban cada año en Ucrania, Kazajistán y Kirguistán, y los conciertos llamados "Vladímir Kráinev: sus Amigos y Alumnos" se celebraban anualmente en el Conservatorio de Moscú. Kráinev fue miembro del jurado de muchos concursos internacionales de piano, por ejemplo: Leeds, Lisboa y Tokio, así como del Concurso Internacional Chaikovski en Moscú.
Vladímir Kráinev fue profesor en la Hochschule für Musik und Theater en Hannover, Alemania, donde 29 jóvenes pianistas de la República Popular de China, Francia, Alemania, Corea, Rusia, Ucrania y otros países estudiaron con él. Entre sus alumnos se encontraban Katia Skanavi, Vladímir Sverdlov, Ígor Tchetuev, Aglika Genova, Liuben Dimitrov, Pascal Godart, Irma Issakadze, Denys Proshayev, Hisako Kawamura, Dong-Min Lim, Ilya Rashkovsky, Mariya Kim, Paul Kern y Sun Ho Lee. En 1992, Kráinev organizó la primera competencia internacional de jóvenes pianistas en Járkov, Ucrania. La competencia se transmite por radio y televisión.
En 1994, Kráinev estableció el Fondo Internacional Vladímir Kráinev para Jóvenes Pianistas.
Vivió en Hannover, Alemania, y estuvo casado con Tatiana Tarásova, una reconocida entrenadora de patinaje artístico, que entrenó a los ganadores de nueve medallas de oro olímpicas.
El 29 de abril de 2011, Kráinev murió en su casa de Hannover, a los 67 años.